# Катар на Светском првенству у атлетици у дворани 2016.
Катар је учествовао на 16. Светском првенству у атлетици у дворани 2016. одржаном у Портланду од 17. до 20. марта једанаести пут. Репрезентацију Катара представљала су 3 атлетичара који су се такмичили у три дисциплине.,
По броју освојених медаља Катар је делио 19. место са освојеном једном, сребрном медаљом. У табели успешности према броју и пласману такмичара који су учествовали у финалним такмичењима (првих 8 такмичара) Катар је са 3 учесника у финалу заузео 18. место са 16 бодова.
| Плас. | Земља | 1. место | 2. место | 3. место | 4. место | 5. место | 6. место | 7. место | 8. место | Бр. финал. | Бод. |
| ----- | ----- | -------- | -------- | -------- | -------- | -------- | -------- | -------- | -------- | ---------- | ---- |
| =18.  | Катар | 0        | 1        | 0        | 1        | 1        | 0        | 0        | 0        | 3          | 16   |

## Учесници
Мушкарци:
- Абдалелах Харун — 400 м
- Мусаеб Абдулрахман Бала — 800 м
- Мутаз Еса Баршим — Скок увис

## Освајачи медаља (1)

### Сребро (1)
- Абдалелах Харун — 400 м

## Резултати

### Мушкарци
| Атлетичар               | Дисциплина | Лични рекорд | Квалификације | Квалификације | Полуфинале    | Полуфинале | Финале    | Финале | Детаљи |
| Атлетичар               | Дисциплина | Лични рекорд | Резултат      | Место         | Резултат      | Место      | Резултат  | Место  | Детаљи |
| ----------------------- | ---------- | ------------ | ------------- | ------------- | ------------- | ---------- | --------- | ------ | ------ |
| Абдалелах Харун         | 400 м      | 45,39 НР     | 46,15 КВ      | 1. у гр. 4    | 45,71 КВ, ЛРС | 2. у гр. 2 | 45,59 ЛРС |        |        |
| Мусаеб Абдулрахман Бала | 800 м      | 1:45,48 НР   | 1:47,61 КВ    | 1. у гр. 3    |               |            | 1:48,31   | 5 / 15 |        |
| Мутаз Еса Баршим        | Скок увис  | 2,41 НР      |               |               |               |            | 2,29      | 4 / 12 |        |